# Cairo Vecchia

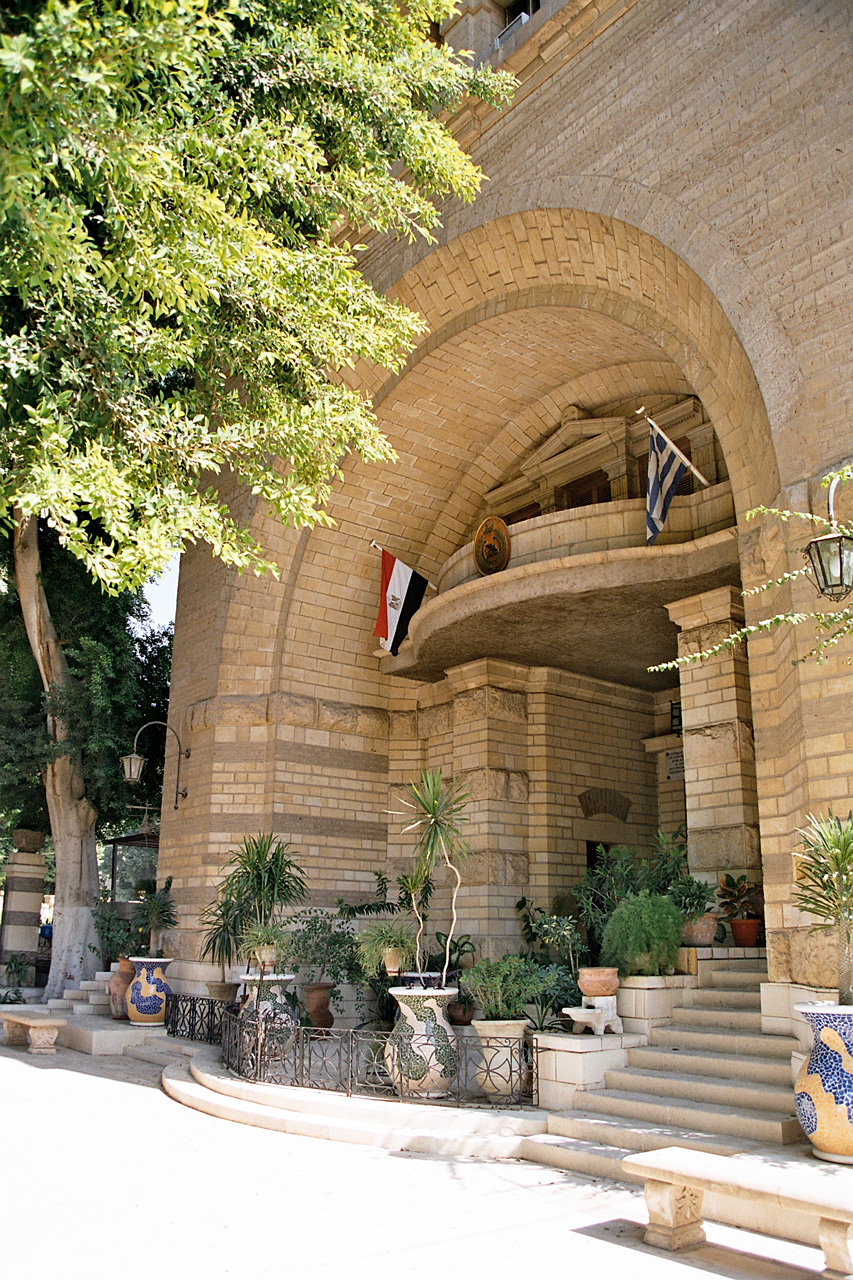
Monastero di San Giorgio (Mar Girgis), nella Cairo copta, parte famosa della Cairo Vecchia.

Cairo Vecchia non è un quartiere, bensì una parte del Cairo (Egitto) che traccia le sue origini all'epoca in cui la città fu fondata dalla dinastia fatimide nel 969.

## Descrizione
Cairo Vecchia, o in egiziano "al-Qāhira al-qadīma", ospita ciò che sopravvive delle città che furono capitali egiziane prima di al-Qāhira, sia che si tratti di Fusṭāṭ, di al-ʿAskar o di al-Qaṭāʾīʿ.
Si trova nella zona meridionale de Il Cairo odierno, e ingloba le aree di Roda, Mār Girgīs e ʿAmr ibn al-ʿĀṣ, su cui sorgono il Nilometro di Roda, la moschea di ʿAmr b. al-ʿĀṣ e le rovine dell'antica Fortezza di Babilonia (Ḥiṣn Bābiliūn), i cui resti sono al di sotto del  Museo copto del Cairo.
Nella zona propriamente detta la "Cairo Copta", vi sono anche numerose antiche chiese copte, come la Chiesa Sospesa (al-Kanīsa al-Muʿallaqa), la Chiesa di Santa Barbara (Kanīsa al-Sayyida Barbara), la Chiesa di Santa Damiana (Kanīsa al-Shāhida Damiana), la Chiesa dei Martiri Sergio e Bacco (Kanīsa Abū Serghīs), accanto alla sinagoga Ben Ezra.

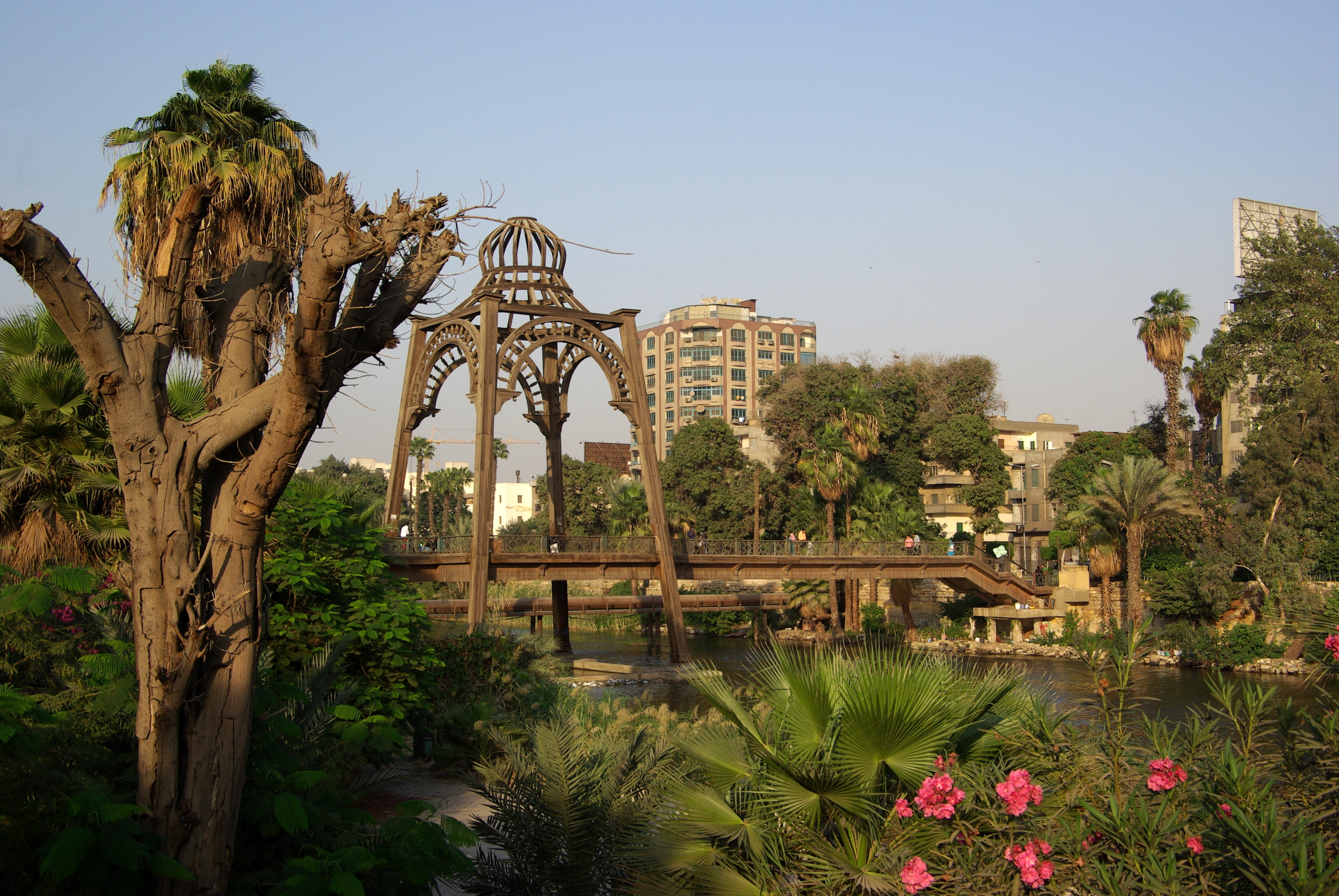
Il Berkat al-Azbakiyya, canale tra l'isola di Roda e Cairo Vecchia.

Il conte Gabriel Habib Sakakini Pascià (1841–1923), che al tempo era un nome assai famoso ricordato ancora dal quartiere El-Sakkakini, costruì a Mar Girgis una chiesa con mausoleo circondata da un grande giardino, contribuendo ad organizzare il cimitero cattolico romano, adiacente a quello greco ortodosso, con la grande Chiesa di San Giorgio (Kanīsa Mār Girgīs), ed al lato destro del cimitero copto ortodosso antico della zona. Nella zona, quasi di fronte alla Moschea di Amr ibn al-As, si trova uno dei più antichi cimiteri armeno-ortodossi d'Egitto.
La Cairo Vecchia ingloba anche la parte più antica della Cairo Islamica e della Qarafa.

## Storia medievale
Durante la seconda metà del XV secolo, si ebbero a Cairo Vecchia due importanti trasformazioni: il porto fluviale di Būlāq e il distretto chiamato Ezbekiyya nella parte nordovest della capitale, che a lungo ha ospitato numerose botteghe di librai antiquari (oggi assai ridotte di numero). I perimetri della Città Vecchia rimasero immutati per i successivi 300 anni. Con la conquista nel 1428 di Cipro da parte del Sultano mamelucco baḥrī, Baybars al-Bunduqdārī, Būlāq divenne il principale porto fluviale del Cairo e, dalla fine del XV secolo, fu in grado di operare in modo significativo a livello commerciale, oltre a ospitare nel XIX secolo le più importanti tipografie in lingua araba, le cui opere sono ancor oggi apprezzate in tutto il mondo arabo-islamico e degli studiosi arabisti e islamisti.